# Fresnoy-la-Rivière
Fresnoy-la-Rivière – miejscowość i gmina we Francji, w regionie Hauts-de-France, w departamencie Oise.
Według danych na rok 1990 gminę zamieszkiwały 484 osoby, a gęstość zaludnienia wynosiła 71 osób/km² (wśród 2293 gmin Pikardii Fresnoy-la-Rivière plasuje się na 546. miejscu pod względem liczby ludności, natomiast pod względem powierzchni na miejscu 705.).